# Abraham Lévy, curé de campagne
 (septembre 2019).
Abraham Lévy, curé de campagne est un roman de Joseph Joffo publié en 1988 aux éditions Michel Lafon. L'année suivante,  ce roman est traduit en italien avec le titre Abraham Lévy, curato di campagna.

## Résumé
Jean-Pierre Lévy, né Abraham Lévy, est un prêtre catholique d'origine juive, qui s'est converti pendant son adolescence après la Seconde Guerre mondiale où ses parents ont été tués dans un camp d'extermination. Après son expérience en tant qu'aumônier militaire dans la guerre d'Indochine et une sérieuse blessure à une jambe, il obtient un emploi peu satisfaisant à l'archevêché de Marseille. À la fin des années 1960, lorsqu'on lui propose de devenir le nouveau curé de Combejalade, un village de la Haute-Provence, il accepte même s'il nourrit des doutes.
Les premiers paroissiens qui'il rencontre sont Tonin, l'idiot du village, Sosthène Maroujal, qui en est le pharmacien et le maire qui avait appuyé particulièrement la désignation d'un nouveau curé, et sa servante Éponine. Il fait ensuite la connaissance d'autres habitants de Combejalade, parmi eux Madeleine (dite Mado), une femme blonde sensuelle, très enjouée, et le boulanger algérien Saïd, resté veuf avec un fils nommé Mansour. Il y a aussi ceux qui refusent le nouveau curé par son héritage juif ; cependant, il réussit à se faire accepter grâce à sa force morale et à ses qualités humaines. 
Mado lui révèle en  confession que Saïd l'aime et qu'il voudrait l'épouser mais qu'elle a peur de la différence de religion, et exclut catégoriquement de se faire musulmane ; ainsi, elle cherche l'appui du curé pour convaincre Saïd à se faire catholique pour se marier avec lui selon les lois de l'église. L'abbé Lévy décide de l'aider à user de persuasion à l'égard de Saïd ; de plus, le mariage pourrait aider le boulanger à devenir citoyen français. Ainsi, Saïd et Mansour reçoivent le baptême lors d'une même cérémonie.
Après qu'il apprend l'existence d'un concours de Radio Monte-Carlo pour promouvoir le tourisme en Provence, le curé suggère à Maroujal d'y participer avec un court-métrage, réalisé pendant une kermesse avec la participation des enfants du catéchisme. Le film de Combejalade gagne le premier prix consistant en un voyage en groupe vers une destination à choisir ; Jean-Pierre accompagne ainsi les enfants en Israël, au temps de Noël. Sa sœur Yaëlle offre l'hospitalité dans le kibboutz où elle habite. Pendant plusieurs jours, le curé et les enfants visitent les endroits qui ont vu les traces de Jésus et font la connaissance de la façon de vivre au kibboutz. Pour la messe de la nuit de Noël, le groupe se rend à l'église Sainte-Catherine de Bethléem. 
Le jeune Mansour, qui a vu une petite tortue de nacre dans un magasin de souvenirs mais qu'il n'a pas pu acheter par manque d'argent, y fait retour pour la voler, mais il est pris sur le fait par le propriétaire qui le retient. Cet homme fait partie d'un petit groupe palestinien de résistance, qui sollicite la libération de deux terroristes détenus en France, en utilisant l'enfant comme otage. Avec le rabbin du kibboutz, Jean-Pierre Lévy demande l'aide d'un imam qui pourrait connaître des machinations secrètes, en soulignant l'origine arabe de Mansour mais taisant sa  conversion au christianisme qui pourrait mettre sa vie en danger. De cette façon, les kidnappeurs qui se sont rendu compte que Mansour n'est pas un otage utilisable le libèrent et le groupe peut rentrer en France.

## Éditions
- Joseph Joffo, Abraham Lévy, curé de campagne, Paris, Éditions Michel Lafon, 1988, 213 p. (ISBN 2-86804-464-6)
- (it) Joseph Joffo (trad. Adriana Dell'Orto), Abraham Lévy, curato di campagna, Milano, Rizzoli, 1989, 205 p. (ISBN 88-17-67459-1)
- Joseph Joffo, Abraham Lévy, curé de campagne, Paris, Librairie Génerale Française, 1993, 186 p. (ISBN 2-253-06239-1)